# 니시지마촌 (이시카와현)
니시지마촌(西島村)은 이시카와현 가시마군에 설치되었던 촌이다. 현재의 나나오시 노토섬 서부에 해당한다.

## 역사
- 1889년 4월 1일 - 정촌제 시행에 의해 8개 촌의 구역을 가지고 성립하였다.
- 1955년 2월 1일 - 히가시지마촌, 니시지마촌과 합병해, 노토지마정이 성립하여, 동일 나카노시마촌은 폐지되었다.

## 참고문헌
- 角川日本地名大辞典 17 石川県